# Charles Rought
Charles Gardner Rought (16. oktober 1884 – 31. januar 1919) var en britisk roer som deltog i OL 1912 i Stockholm.
Rought vandt en sølvmedalje i roning under OL 1912 i Stockholm. Han kom på en andenplads i firer med styrmand. De andre på holdet var Julius Beresford, Karl Vernon, Bruce Logan og Geoffrey Carr (styrmand).